# Rex Sellers (Segler)
Rex Samuel Sellers, MNZM (* 11. November 1950 in Nelson) ist ein ehemaliger neuseeländischer Segler.

## Erfolge
Rex Sellers nahm an vier Olympischen Spielen teil. 1984 in Los Angeles schloss er die Regatta in der Bootsklasse Tornado gemeinsam mit Chris Timms mit 14 Punkten auf dem ersten Rang ab, nachdem sie sechs der sieben Rennen unter den ersten drei beendet hatten. Sie wurden vor dem US-amerikanischen und dem australischen Boot Olympiasieger. Bei den Olympischen Spielen 1988 in Seoul gewannen die beiden mit zwei Siegen und 35 Gesamtpunkten die Silbermedaille hinter dem französischen und vor dem brasilianischen Boot. 1992 verpasste er in Barcelona mit Brian Jones als Vierter knapp einen weiteren Medaillengewinn, vier Jahre später kamen Sellers und Jones in Atlanta nicht über den 15. Platz hinaus.

## Ehrungen
- 2009 wurde er für seine sportlichen Erfolge zum Member des New Zealand Order of Merit ernannt.[1]